# Quintanilla-Sotoscueva
Quintanilla-Sotoscueva es una localidad del municipio burgalés de Merindad de Sotoscueva, en la Comunidad Autónoma de Castilla y León (España). 
La iglesia parroquial está dedicada a La Asunción de Nuestra Señora.

## Localidades limítrofes
Confina con las siguientes localidades:
- Al este con Villabáscones y Quisicedo.
- Al sureste con Cueva de Sotoscueva.
- Al oeste con Vallejo de Sotoscueva.

## Demografía
Evolución de la población
| Gráfica de evolución demográfica de Quintanilla-Sotoscueva entre 2000 y 2017 |
|                                                                              |
| Población de derecho (2000-2017) según el padrón municipal del INE           |

## Historia
Así se describe a Quintanilla-Sotoscueva en el tomo XIII del Diccionario geográfico-estadístico-histórico de España y sus posesiones de Ultramar, obra impulsada por Pascual Madoz a mediados del siglo XIX:

Lugar de la provincia, diócesis, audiencia territorial y capitanía general de Burgos (16 leguas), partido judicial de Villarcayo (3) y ayuntamiento de la merindad de Sotoscueva (1/4); Situado al pie del monte titulada del Somo; su clima es frío y húmedo; reinan por lo regular los vientos N y E, y las enfermedades dominantes son las catarrales, hidropesías y constipados. Tiene 24 casas; una fuente de buenas aguas en el término, de las cuales se proveen los moradores para sus necesidades; una iglesia parroquial (Santa María), servida por un cura y un sacristán, y un cementerio contiguo. Confina el término con los de Vallejo de Sotoscueva, Villabascones y Cueva de Sotoscueva. El terreno es mitad secano y mitad regadío, proporcionando este beneficio las aguas de 2 arroyos, que descienden del expresado monte y corren el uno por el lado N y el otro por el E de la población, habiendo sobre el último un puente de madera, por el cual se cruza para ir a Villabascones. Hay varias canteras de piedra sillar arenisca, y prados naturales que crían yerba común. Dicho monte se halla poblado de robles, hayas, avellanas, abedules, acebos, perales, manzanos y cerezos, encontrándose también en él diferentes yerbas medicinales. Caminos: el que conduce de Espinosa de los Monteros a Soncillo, y la correspondencia se recibe de la capital del partido. Las producciones son trigo, legumbres, nabos, yerbas de pasto y algo de lino; cría ganado vacuno, nabos, yerbas de pasto y algo de lino; cría ganado vacuno y caza de perdices, codornices, corzos y algunos osos y jabalíes. Industria: la agrícola, diferentes telares de lienzo y un molino harinero, que muele únicamente en invierno. Población: 15 vecinos, 56 almas muertas. Capital productivo: 67.900 reales. Imponible: 6.185 reales.
Diccionario geográfico-estadístico-histórico de España y sus posesiones de Ultramar